# Конинк, Саломон
Саломон Конинк, Саломон де Конинк (нидерл. Salomon Koninck) (1609, Амстердам — 8 августа 1656, Амстердам) — голландский живописец, рисовальщик и гравёр в технике офорта Золотого века искусства Голландии. Мастер картин бытового и портретного жанров .

## Биография
Конинк родился в Амстердаме в семье ювелира родом из Антверпена и был племянником Филипса де Конинка. Саломон учился рисунку и живописи у Питера Ластмана, Давида Колейнса, Франсуа Венантса, Класа Корнелиса Муйарта.
С 1630 года он был членом амстердамской Гильдии Святого Луки. Был близок к Рембрандту и Хендрику ван Эйленбургу, делая множество копий с картин Рембрандта. Собственные произведения Конинка имеют характерный тёплый колорит и «рембрандтовскую» светотень. Одна из наиболее известных картин Саломона де Конинка — «Философ с открытой книгой» (Лувр, Париж), которую долгое время приписывали Рембрандту, поскольку она близка к картине Рембрандта «Философ в размышлении». Другая картина Рембрандта «Притча о винградарях» послужила образцом для одноимённой работы Конинка.
В 1656 году Саломон женился на дочери Адриана ван Ньюландта, а вторым браком на сестре Антони ван Стралена. Саломон де Конинк скончался в Амстердаме в 1656 году. Его произведения находятся во многих собраниях, в галереях Дрездена, Копенгагена, Берлина, Мюнхена, Вены и Амстердама. В санкт-петербургском Эрмитаже имеется шесть картин, среди них: «Притча о работниках на винограднике», «Крез показывает свои богатства Солону», «Голова старика» и «Старик-учёный».

## Галерея

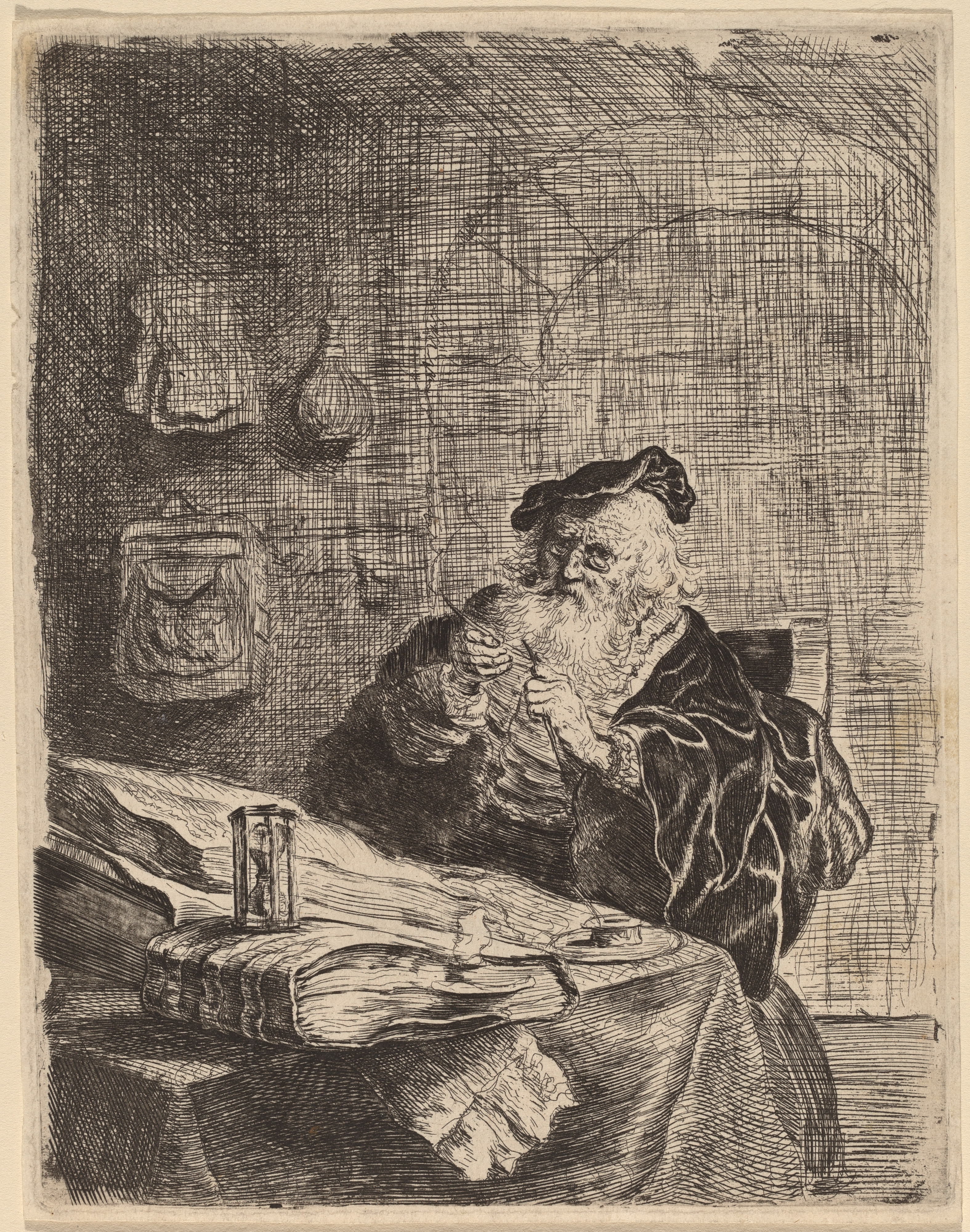
Учёный, затачивающий перо. Офорт
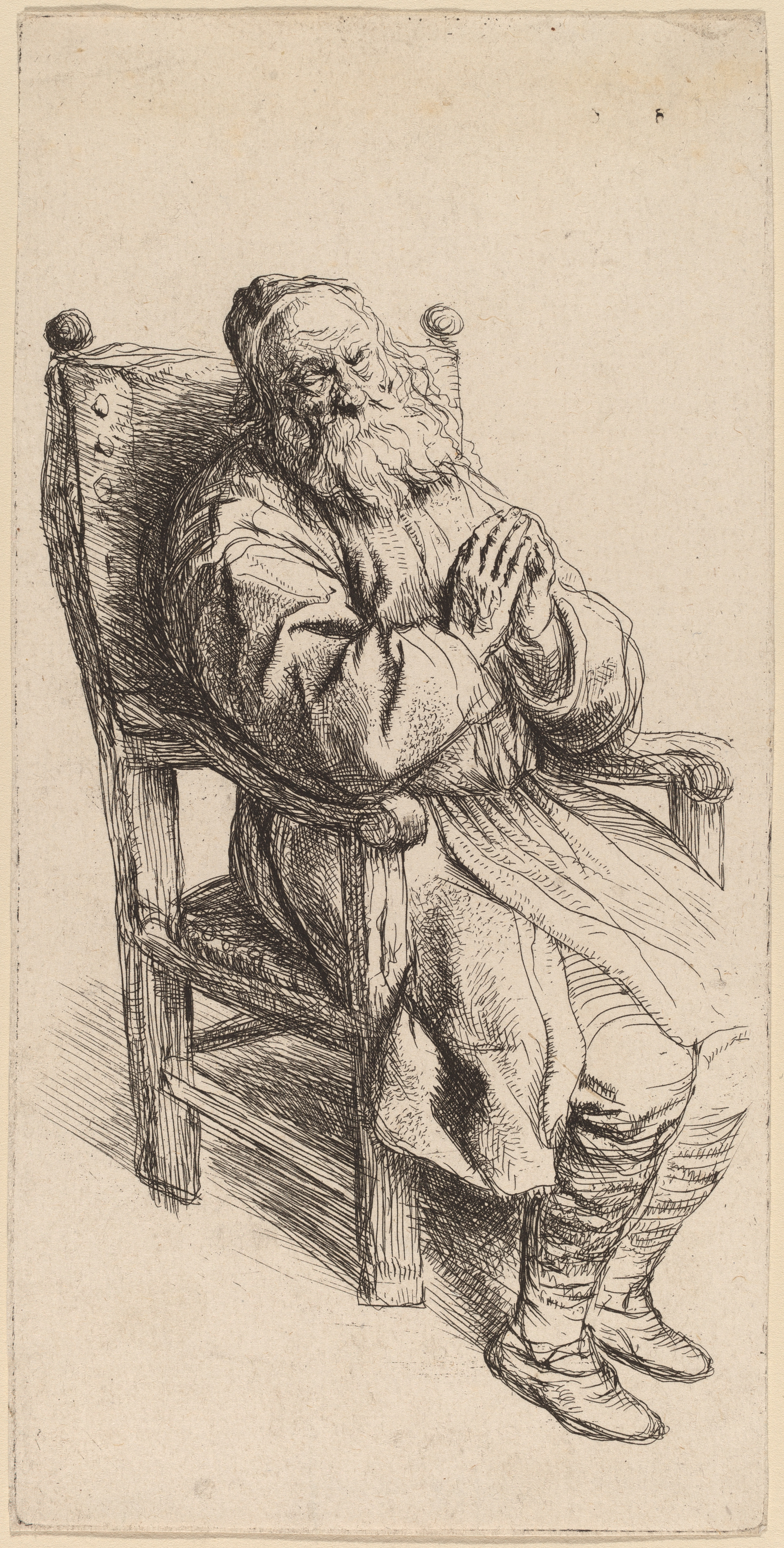
Старик, спящий в кресле. Офорт
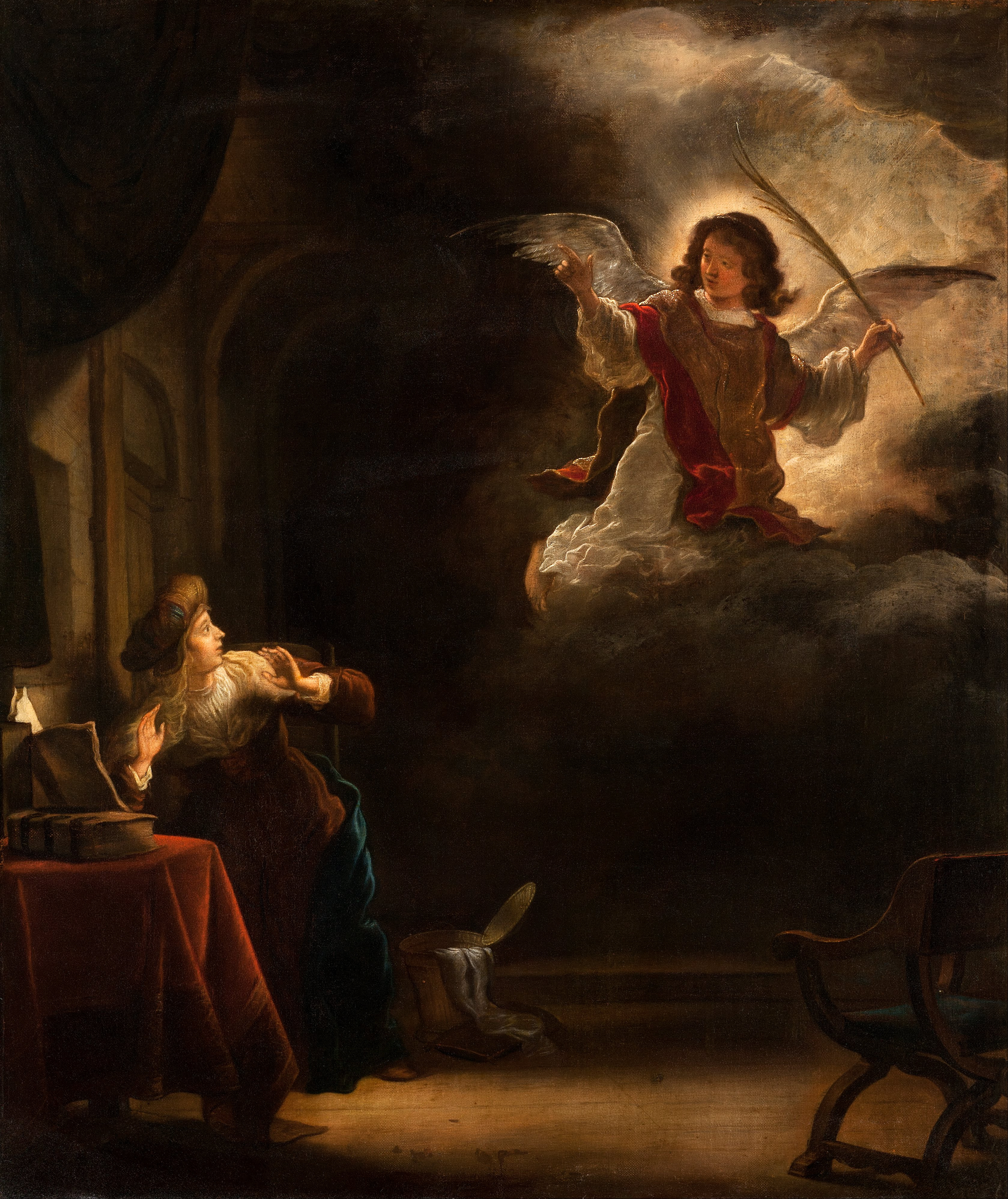
Благовещение. 1655. Холст, масло. Халльвюльский музей, Стокгольм
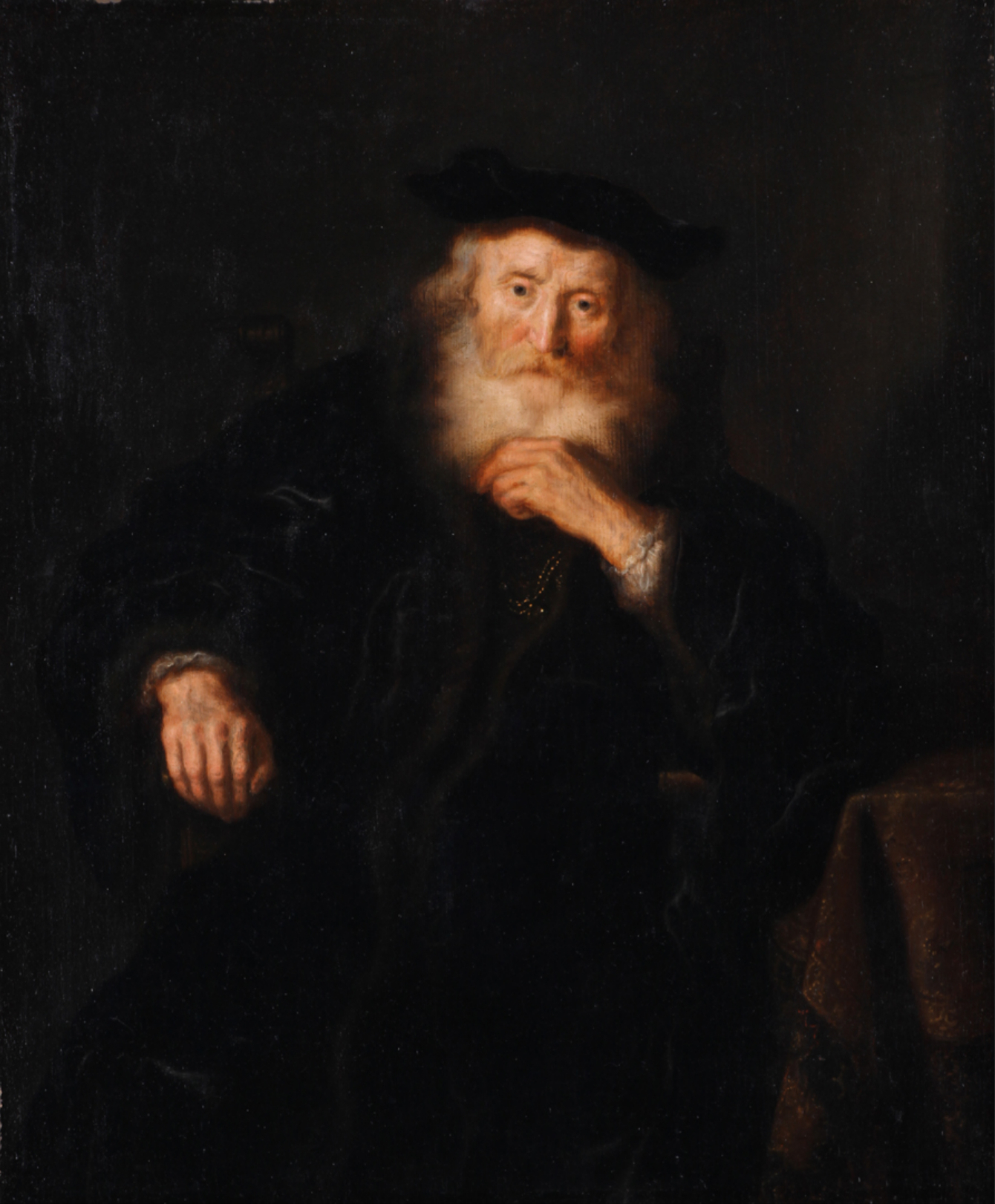
Старик в берете. 1648—1649. Холст, масло. Центр искусств Агнес Этерингтон. Онтарио, Канада
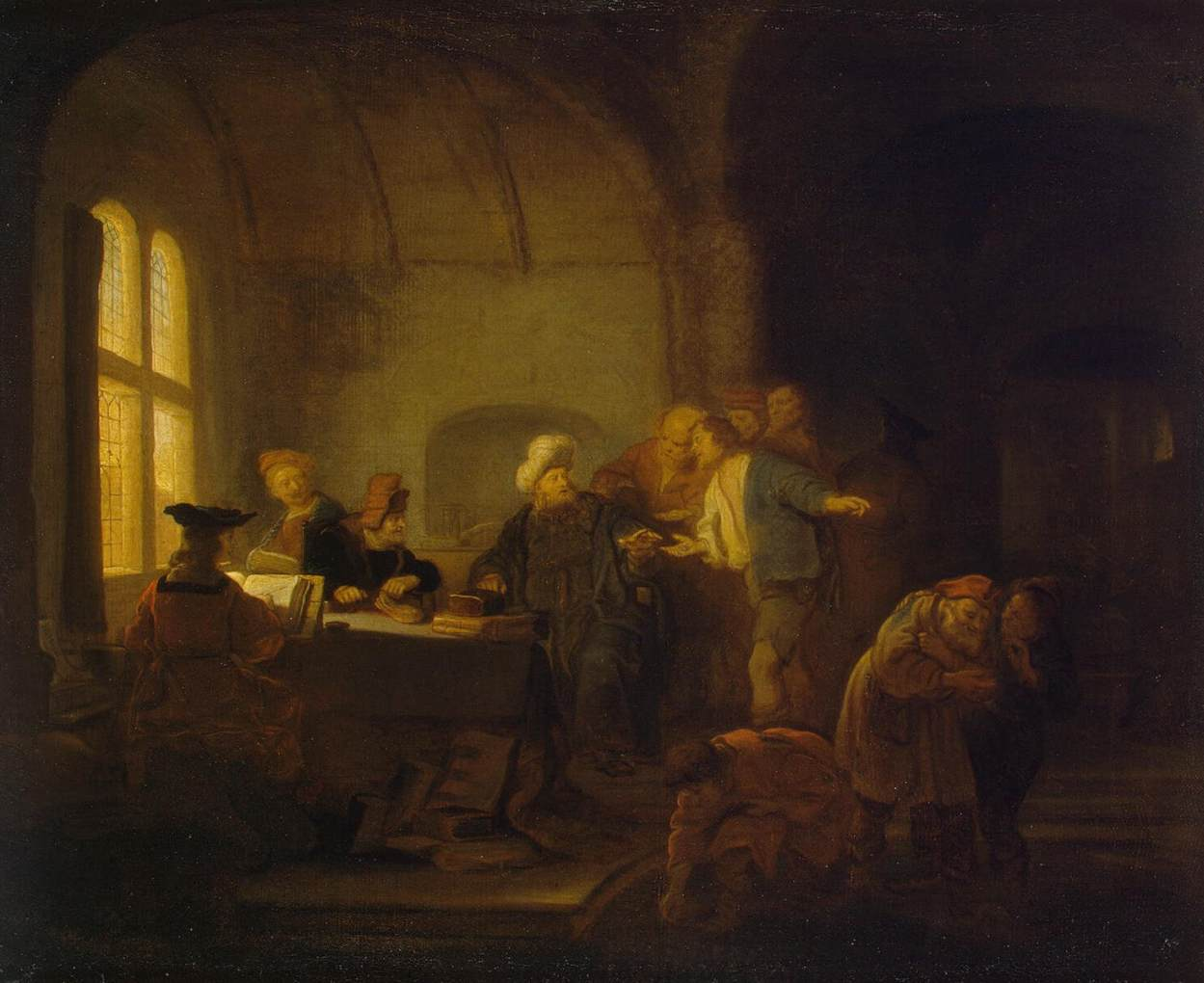
Притча о работниках на винограднике. Между 1647 и 1649. Холст, масло. Государственный Эрмитаж, Санкт-Петербург
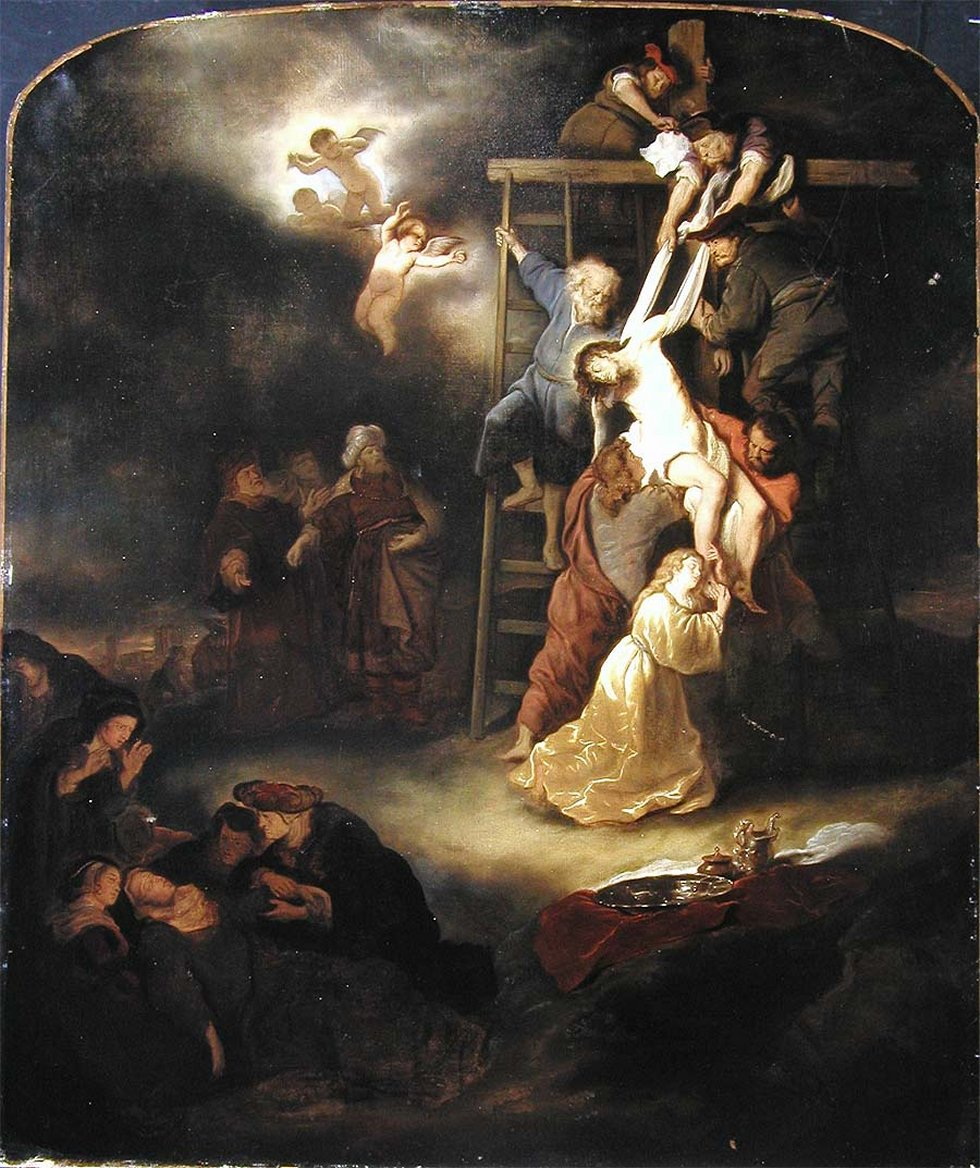
Снятие с креста. 1653. Дерево, масло. Частное собрание
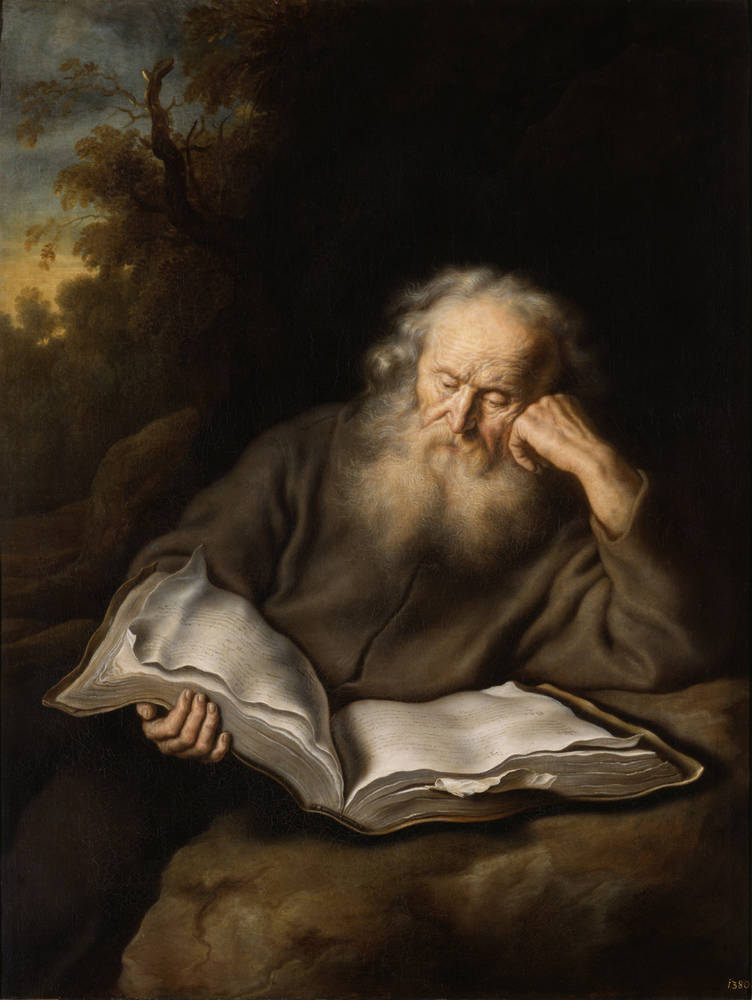
Отшельник. 1643. Холст, масло. Галерея старых мастеров, Дрезден
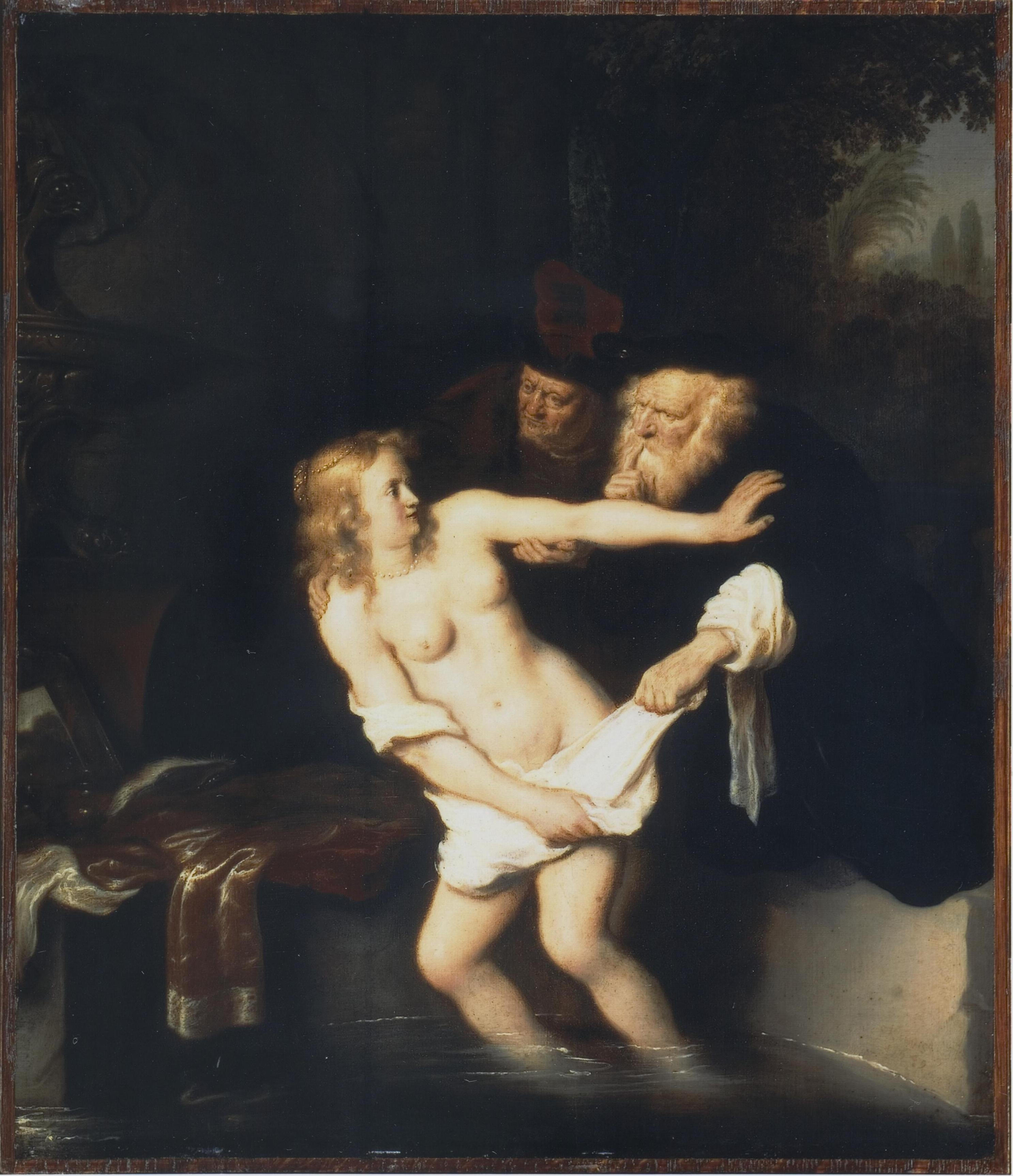
Сусанна и старцы. 1649. Холст, масло. Частное собрание